# 眼點異齒䲁
眼點異齒䲁（學名：Ecsenius stigmatura），又稱眼點無鬚䲁，為輻鰭魚綱鳚形目䲁科異齒䲁屬的一種，分布於西太平洋菲律賓及印尼海域，深度2至30公尺，本魚體延長，稍側扁，似圓柱狀；頭鈍短。前鼻孔具一鼻鬚；無眼上鬚及頸鬚，後犬齒，兩側各一個，側線無垂直孔對，體色多變，從灰色到褐色至橘色與頭部灰色至藍色，虹膜黃色，下眼眶有各有一條白色、黃色及黑色橫紋，並延伸至鰓蓋，尾柄部有一黑色斑點，體長可達6公分，棲息在水淺的潟湖及臨海礁石區，雌魚產附著性卵，雄魚有護卵行為，幼魚為浮游性，生活習性不明，可做為觀賞魚。

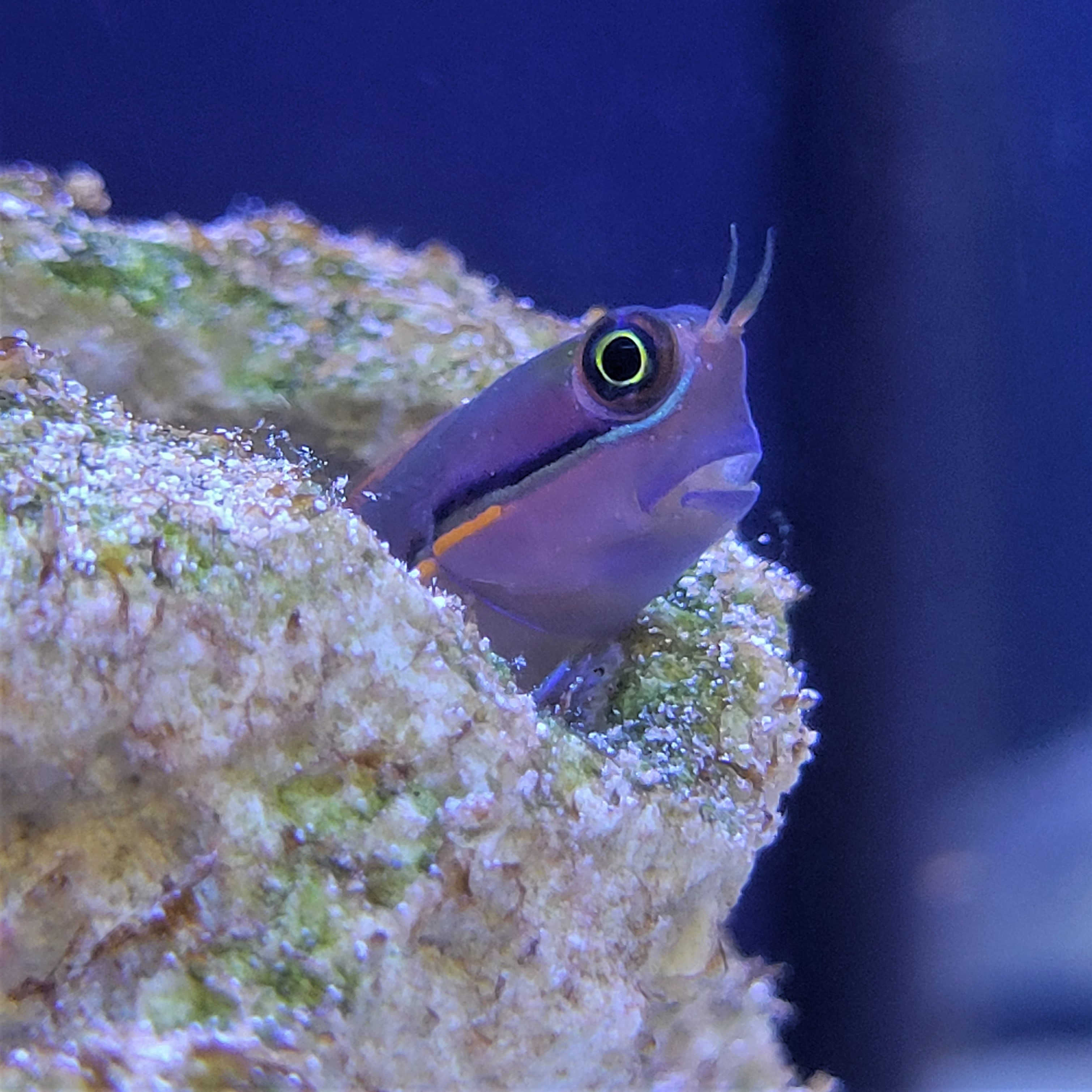
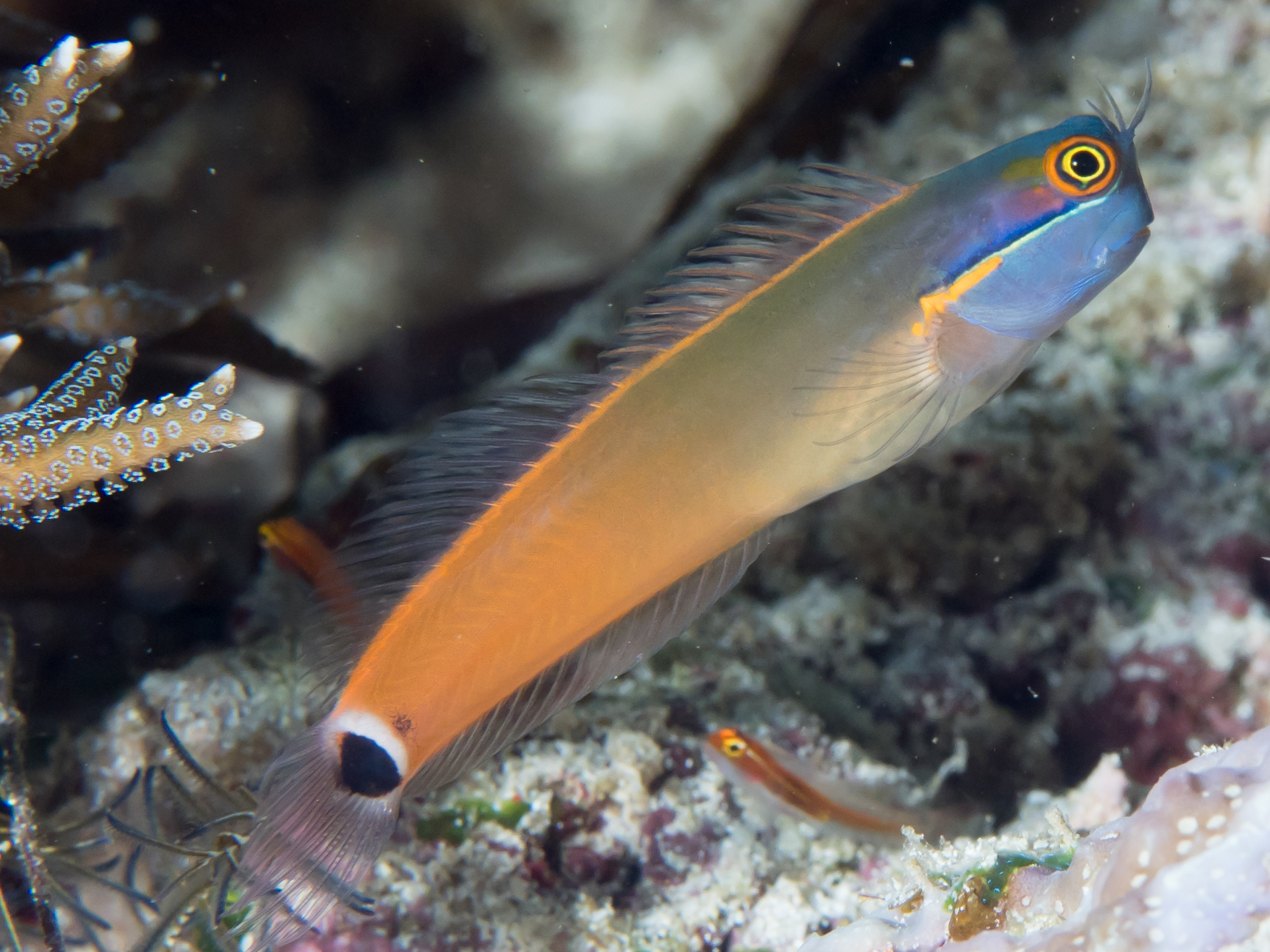
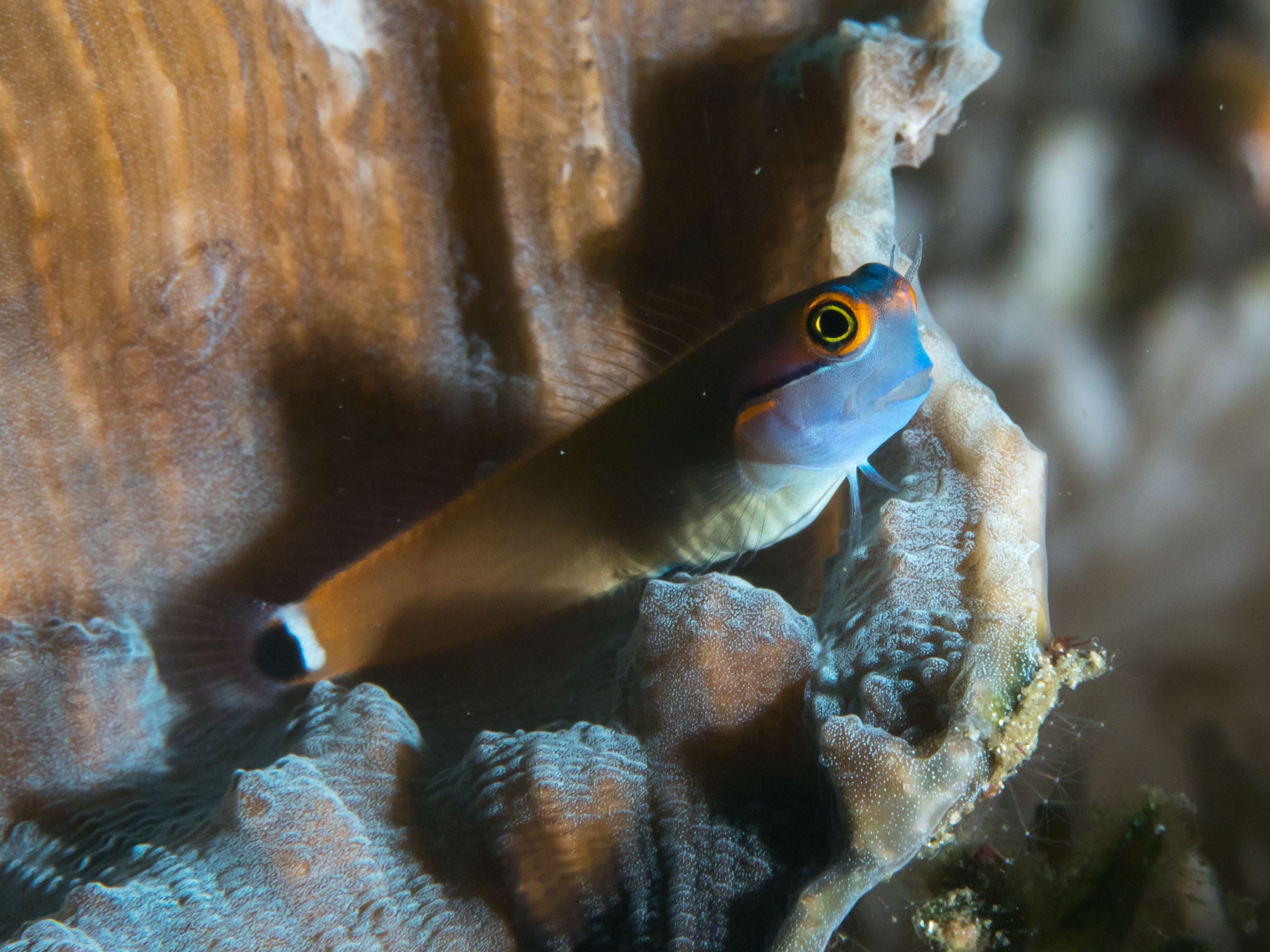